# H̱
Das ẖ ist ein Buchstabe des lateinischen Schriftsystems. Er besteht aus einem h mit Unterstrichakzent.
Das Zeichen wird in keiner Sprache verwendet, ist jedoch in einigen Transliterationsschemen anzutreffen. So wird der Buchstabe beispielsweise in ISO 233 zur Transliteration der arabischen Schrift verwendet, um das Zeichen ﺥ zu transliterieren, welches als stimmloser velarer Frikativ (IPA: /⁠x⁠/) ausgesprochen wird. Während das ẖ hier vor allem im angelsächsischen Raum anzutreffen ist, wird in deutschsprachigen Publikationen das Ḫ bevorzugt.
| X |

| X |

## Darstellung auf dem Computer
Unicode kodiert das ẖ am Codepunkt U+1E96 (Kleinbuchstabe). Der Großbuchstabe H̱ ist nicht als vorgefertigtes Zeichen in Unicode enthalten und muss somit als U+0048 U+0331 kodiert werden.
In TeX kann man das ẖ mit den Befehlen \b H und \b h bilden.